# Сандулович, Владимир
Владимир Сандулович (серб. Владимир Сандуловић; 18 мая 1977, Заечар, СФРЮ) — сербский футболист, защитник.

## Биография
Воспитанник школы белградской «Црвены Звезды». Профессиональную карьеру начал в клубе «Тимок». После играл за ОФК из Белграда. Зимой 2000 года перешёл в исландский «Стьярнан». В команде провёл полгода и вернулся на родину. После выступал за «Раднички», «Биг Булл», «Тимок» и «Земун». Зимой 2005 года отправился в полугодичную аренду в полтавскую «Ворсклу-Нефтегаз». В Высшей лиге дебютировал 1 марта 2005 года в матче против запорожского «Металлурга» (1:0). После выступал за польский клуб «Гурник» из Ленчны, румынский «Прогресул», шведский «Васалундс». Летом 2008 года перешёл в «Смедерево». Отыграв год переехал в клуб «Севойно» по приглашению тренера Любиши Стаменковича.